# Frederik V van Zwaben
Frederik V van Zwaben (Pavia, 6 juli 1164 - 28 november 1170) was van 1167 tot 1170 hertog van Zwaben.

## Levensloop
Frederik was de oudste zoon van keizer Frederik I Barbarossa van het Heilig Roomse Rijk, die van 1147 tot 1152 onder de naam Frederik III hertog van Zwaben was, en gravin Beatrix I van Bourgondië. Hij behoorde tot het huis Hohenstaufen.
Op driejarige leeftijd werd hij in 1167 benoemd tot hertog van Zwaben. Hij zou de functie echter nooit officieel uitoefenen, omdat hij in 1170 op zesjarige leeftijd stierf. Hij werd opgevolgd door zijn jongere broer Frederik VI.